# Perilitus parcicornis
Perilitus parcicornis är en stekelart som först beskrevs av Johannes Friedrich Ruthe 1856.  Perilitus parcicornis ingår i släktet Perilitus och familjen bracksteklar. Inga underarter finns listade i Catalogue of Life.